# Ernest von Koerber
Ernest Karl Franz Joseph Thomas Friedrich von Koerber (Trento, 6 de noviembre de 1850-Baden bei Wien, 5 de marzo de 1919) fue un estadista liberal austriaco que sirvió como primer ministro de la porción austriaca de Austria-Hungría entre 1900-1904 y en 1916.

## Biografía
Ernest von Koerber nació en Trento, Tirol, Imperio austriaco, en una familia de habla alemana, siendo el hijo de un oficial de la Gendarmería. Koerber asistió al elitista internado-escuela Theresianum en Viena y, después de obtener su grado Matura, fue a estudiar derecho en la Universidad de Viena. Se vio muy involucrado en la cultura austriaca y en la política. El estudio de la doctrina del Rechtsstaat ("estado legal"), o la constitucionalidad y los derechos civiles era popular durante los años de adolescencia de Koerber y este y sus pares del Partido Constitucional como Sieghart, Steinbach, Baernreither, y Redlich aprendieron y se sumergieron en este principio.

## Carrera política
El conocimiento del gobierno de Koerber se hizo evidente en 1874 cuando lanzó su carrera en el servicio civil, entrando en el Ministerio de Comercio austriaco. En 1895 fue elegido director general de los Ferrocarriles Imperiales y Reales del Estado Austriaco y obtuvo el título honorífico de Geheimrat al año siguiente. Para 1897 Koerber era miembro del Consejo Imperial (parlamento) de la Cisleitania (es decir, la parte 'austriaca' de Austria-Hungría) y Ministro de Comercio. Por este tiempo, después del Compromiso austrohúngaro de 1867, había gobiernos internos separados para las tierras austriacas y el Reino de Hungría. Dos años más tarde en 1899, Koerber alcanzó el puesto de Ministro del Interior austriaco. En 1900, el emperador Francisco José le pidió a Koerber un gabinete y servir como Primer Ministro. Este era de lejos el puesto de mayor influencia en la carrera de Koerber. Koerber sirvió como tal hasta el fin de 1904.

### Primer gabinete de Koerber
Desde el principio de su mandato en el puesto, el Ministro-Presidente Koerber encontró muchas dificultades. Dentro de la Monarquía Dual multinacional, tenía plena autoridad solo sobre la Cisleitania. Además, el parlamento del Consejo Imperial era políticamente débil. Con el fin de hacer importantes reformas liberales Koerber dependía mayormente del Artículo 14, una provisión en la Constitución de Diciembre que permitía al emperador emitir "regulación de emergencia" con cualquier propósito. Las reuniones del Consejo Imperial pronto se transformaron en fórums para que Koerber negociara con los líderes de los partidos.

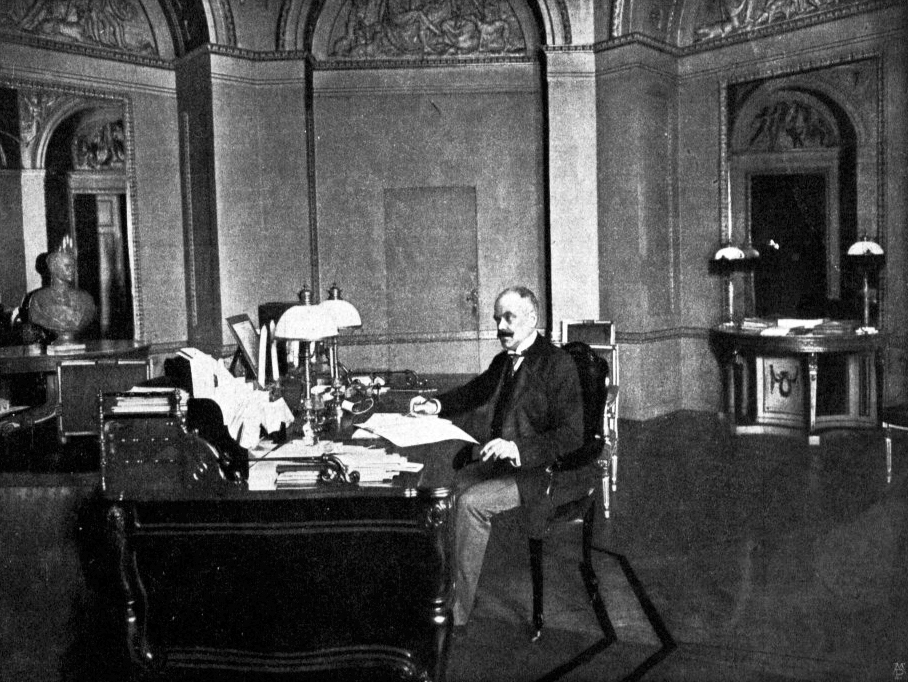
El Ministro-Presidente Koerber en su oficina en 1901.

El mandato en el cargo de Koerber también se vio marcado por el aumento de las tensiones nacionales dentro de Austria-Hungría. La Monarquía Dual disipó cualquier sentimiento de lealtad a una sola corona. Los varios grupos étnicos se resentían unos a otros y se hizo evidente que las acciones de gobierno dejarían por los menos a uno de los grupos ofendido.
En materia militar, Koerber se opuso a proporcionar a la porción húngara del Ejército austrohúngaro (el Honvéd) con sus propias unidades de artillería. Mientras que el emperador abogaba por esta política, Koerber se puso del lado del príncipe de la corona, el Archiduque Francisco Fernando, contra ello, defendiendo que el principio de paridad requeriría que el Imperial-Real Landwehr también tuviera artillería, que Austria no podía permitirse.
Incluso la educación era un aspecto controvertido dentro de la monarquía. Los italianos en las tierras Habsburgo de Tirol y Litoral Austriaco no podían tener educación universitaria dentro de los bordes de Austria después de la pérdida de Venecia en 1866. Koerber buscó resolver este problema y presentó un borrador de ley estableciendo una universidad italiana. Sin embargo, la desaprobación generalizada de los alemanes culminó en disturbios durante la abortada inauguración del primer curso, que debía realizarse en Innsbruck en noviembre de 1904. Esto obligó al gobierno a abandonar dicho proyecto. Koerber también intentó instituir una "Universidad Nacional" con el alemán como lengua de formación pero los italianos y eslavos protestaron este plan.
Koerber persiguió la reforma de las infraestructuras del país, particularmente ferrocarriles y canales. Estas ambiciosas reformas conocidas como el Koerber-Plan se hicieron con el propósito de apaciguar al Consejo Imperial y crear una sensación de regionalismo sin reformas controvertidas del gobierno. A pesar de los esfuerzos de Koerber, estos cambios no proporcionaron la reacción que él esperaba y la atención se centró una vez más hacia la cuestión de la nacionalidad.
Además, Koerber tuvo como objetivo promover los sectores de la industria y comunicaciones. Abolió la censura de prensa. Koerber creía que esto beneficiaría a la monarquía cambiante y expansiva. Koerber también exhibió su ideología liberal reduciendo la dura persecución a los Socialdemócratas, permitiéndoles organizarse abiertamente en Austria. Este fue un tremendo avance en los derechos individuales. 
Junto con estas estrategias estaba el conocimiento económico de Koerber. Koerber consiguió que el Consejo Imperial promulgara su programa de desarrollo económico de 1902 sin recurrir al Artículo 14. Pero una vez más, fue en vano. Muchos historiadores creen que el énfasis que puso Koerber en materia económica sobre los asuntos nacionales hicieron su administración muy impopular. Se produjeron hostilidades étnicas a pesar de sus intentos de reforma. La falta de transición dentro del estado disminuyó los sueños de Koerber y finalmente dimitió de su puesto el 31 de diciembre de 1904, oficialmente por motivos de salud. Koerber fue sucedido por Paul Gautsch von Frankenthurn, Ministro de Educación.

### Segundo gabinete de Koerber
Koerber volvió al centro de atención durante la I Guerra Mundial. Entre el 7 de febrero de 1915 y el 28 de octubre de 1916, sirvió como Ministro de Finanzas austrohúngaro (uno de los tres k.u.k ministerios comunes que servían a ambos países). En las discusiones en curso sobre los objetivos de la guerra, Koerber se opuso estrictamente a las ideas del Ministro de Exteriores Esteban Burián de anexionar la rusa Polonia del Congreso (tierras del Vístula), defendiendo que eso debilitaría aun más la cohesión y equilibrio político de la Monarquía Dual.
Después que el ministro-presidente austriaco, el Conde Karl von Stürgkh, fuera asesinado por Friedrich Adler el 21 de octubre de 1916, el anciano emperador Francisco José rellamó rápidamente a Koerber para retornar como su sucesor. Muchos tenían la esperanza que Koerber modificaría el sistema tiránico que se había desarrollado durante los tiempos de guerra. No obstante, después de la muerte de Francisco José el 21 de noviembre, Koerber entró en conflicto con el nuevo emperador Carlos I, y no realizó los cambios deseados. De hecho, las constantes disputas hicieron difícil que Koerber lograra algo. Koerber aun tenía esperanzas en que Austria y Hungría pudieran unirse, tanto políticamente y socialmente. Carlos I, sin embargo, continuó tomando medidas que obstaculizarían este progreso. Koerber, un hombre anciano en este punto, decidió que ya no podía soportar estas diferencias. Su dimisión se debió a varios motivos, el más importante del cual era su creencia que la planeada convocatoria del parlamento austriaco era prematura, pero Carlos I quería presentarse como un monarca constitucional lo antes posible. Además, objetó lo que consideró concesiones demasiada amplias a Hungría en el nuevo compromiso, mientras que el emperador no quería poner en riesgo la relación con Hungría.
Unas pocas semanas después, el 13 de diciembre, Koerber oficialmente se retiró del cargo y fue sucedido por Heinrich Clam-Martinic. Murió poco después del fin de la guerra, el 5 de marzo de 1919, en Baden, una ciudad balneario cerca de Viena.

## Apoyo al sionismo
Koerber era amigo y partidario de Theodor Herzl. Quedó impresionado por su proyecto sionista y aseguró a Herzl que lo apoyaría en su empeño por lograr una carta para el asentamiento judío en Palestina.